# Elenhans
Elenhans, eigentlich Hans-Jerg Brendlin (* 20. Dezember 1609 in Gächingen; † 19. Oktober 1677 in Würtingen) war ein deutscher aufständischer Bauer auf der Uracher Alb während des Dreißigjährigen Krieges.

## Leben
Hans-Jerg Brendlin war Sohn des Bauern Hans Brendlin. 1630 heiratete er die Würtinger Schulzentochter Anna Katharina Brindli und lebte von da an in Würtingen. Den Namen Elenhans, oder wie im Kirchenbuch „Elinnhanß“ geschrieben, erhielt Hans-Jerg nach der Geburt seiner Kinder als Beinamen. Er trägt ihn schon 1640, bei der ersten Nennung im alten Taufbuch, im Zusammenhang mit seiner Tochter Anna. Man muss Hans-Jerg landläufig so gekannt haben, denn die Nennung des Rufnamens ist zu dieser Zeit, in den amtlichen Kirchenbüchern des Kirchspiels (das Gächinger Unteramt mit den Dörfern u. a. Upfingen, Gächingen und Würtingen, samt ihrer Filiale), nur in seltenen Einzelfällen üblich.
Als nach der verheerenden Niederlage der protestantischen Schweden in der Schlacht bei Nördlingen (1634) die Kaiserlichen im Uracher Amt Aufstellung nahmen, schlossen sich einige Bürger des Kirchspiels zu Aufständen zusammen. Einer ihrer Anführer wurde der Elenhans. Er organisierte die Männer des Kirchspiels und unternahm mehrere Streifzüge gegen die feindlichen Abteilungen, die sich während der Belagerung von Hohenurach in den Ortschaften Bleichstetten und Upfingen einnisteten. Als im November 1634 die kaiserlichen Regimenter Walter Butler und Tiefenbach aufzogen (etwa 2000 Mann), wurde die Lage für ihn zu riskant und er floh Ende 1634 nach Auingen. Karl Brändle, der Verfasser der Stammbücher, beschreibt ihn als tatkräftigen aber auch sehr eigenwilligen Menschen. 
Während der Belagerung Hohenurachs geriet Hans-Jerg auch mit dem weimarischen Kommandanten der Festung, Gottfried Holtzmüller, in Konflikt, der die Ortschaften systematisch aussog, Ranzionen erpresste, mit Reitern den Ort Upfingen überfiel und niederbrannte.
Zwischen 1639 und 1640 kehrte Hans-Jerg, nach seiner Flucht auf die Hinteralb, wieder nach Würtingen zurück, wo er gegen einfallende Reiterhorden wieder eine führende Rolle einnahm. Wie es scheint, wurden von den neuen Herren sämtliche Anklagen gegen ihn fallengelassen. Würtingen war nämlich Teil der Pfandschaft Achalm geworden, einem 30 Dörfern umfassenden Herrschaftsverband, den Erzherzogin Claudia von Österreich-Tirol annektiert hatte. Im Westfälischen Frieden mussten die Erzherzöge von Österreich, die auch Statthalter von Tirol und Vorderösterreich waren, die Herrschaften Achalm, Blaubeuren und Hohenstaufen wieder an den rechtmäßigen Erben Eberhard III. abtreten.
Nach dem Krieg wurde Hans-Jerg Ohnastetter Schultheiß (1657). 1658 beerbte er das Schultheißenamt seines Schwiegervaters und brachte es zum Oberschultheißen über die Filialorte. Später wurde er sogar Amtmann des gesamten Gächinger Unteramtes. Seine Ehefrau gebar ihm zehn gesunde Kinder. Der erstgeborene, Hans († 1703), erblickte in den Wirren von 1634 das Licht der Welt. Ein weiterer Sohn, Clemens (* 1644; † 1705), begleitete wie sein Vater führende Positionen im Ort und wurde wie er Schultheiß, Oberschultheiß und Amtmann.
Außer den Kirchenbüchern berichtet auch der Kriegsschriftsteller Karl Martens in seinem Werk von 1847 über den Bauernaufstand im Uracher Amt. Bei einem Aufeinandertreffen mit den Besatzern im September 1634, sollen 32 kaiserliche Soldaten umgekommen sein. Ein weiterer Zusammenstoß kaiserlicher Truppen mit Bauern ereignete sich am 25. Juni 1635. Don Martin de Idiáquez, der in Metzingen lagerte, berichtete davon in einem Schreiben an Matthias Gallas. Demnach hätten Bauern seiner Kompanie Widerstand geleistet, doch wurden sie im vierten Anlauf geschlagen.